# Heinrich Ernst Ferdinand Guericke
Heinrich Ernst Ferdinand Guericke (Wettin, 1803. február 25. – Halle an der Saale, 1878. február 4.) német protestáns teológus. 

## Életpályája
Halleban 1824-ben tanári képesítést nyert, ugyanitt 1829-ben rendkívüli teológiai tanár lett. Amikor a két protestáns egyház egyesítése ellen némely buzgó lutheránus ellenzéket támasztott és különösen midőn a porosz-sziléziai ólutheránusok az unió behozatala miatt a kormánnyal kikötöttek, Guericke ezek mellett és az unió- és az új agenda bevitele ellen nyilatkozott 1838-ban. Emiatt pár évvel később a kormány tanári állásától felfüggesztette, ekkor a Halleban levő ólutheránusok lelkészeként működött, akik Guericke házában tartották istentiszteletüket, de a kormány 1838-ban eltiltotta mindennemű lelkészi teendők teljesítésétől. Később engedékenyebb lett az unióval szemben, a kormány szelleme is megváltozott IV. Frigyes Vilmos trónraléptével és 1840-ben tanári székébe ismét visszaülhetett. 
Ő adta ki 1840-től Rudelbachhal együtt a Zeitschrift für die gesammte lutherische Theologie und Kirche c. folyóiratot.

## Művei
- De schola, quae Alexandribaen floruit, catechetica (Halle, 1824-25, 2 kötet)
- Beiträge zur historisch-critischen Einleitung ins Neue Testament (1828-31, 2 kötet)
- Historisch-kritische Einleitung in das neue Testament (a 3. kiadás ily c. a. Neutestamentliche Isagogik, 1867)
- Handbuch der Krichengeschichte (9. kiad. 1867, 3 kötet)
- Allgemeine christliche Symbolik (3. kiad., 1861)
- Lehrbuch d. christ. Archeologie (2. kiad. 1859)